# D'Ernest Johnson
D'Ernest Johnson (27 febbraio 1996) è un giocatore di football americano statunitense che milita nel ruolo di running back per i Jacksonville Jaguars della National Football League (NFL).

## Carriera

### New Orleans Saints
Dopo non essere stato scelto nel Draft NFL 2018, Johnson fu invitato al minicamp dei rookie dei New Orleans Saints ma non firmò con la squadra.

### Orlando Apollos
Johnson firmò con gli Orlando Apollos della Alliance of American Football per la sua stagione inaugurale nel 2019. In otto gare con gli Apollos corse 372 yard.

### Cleveland Browns
La AAF cessò le sue operazioni nell'aprile 2019 e Johnson firmò con i Cleveland Browns il 16 maggio 2019. Dopo un training camp positivo riuscì ad entrare nei 53 uomini del roster per la stagione regolare. Debuttò nella stagione regolare con una corsa da 13 yard nel primo turno contro i Tennessee Titans. La sua stagione si chiuse con 21 yard corse e 71 ricevute.
Nella settimana 4 della stagione 2020 ebbe 13 possessi per 95 yard nella vittoria 49–38 sui Dallas Cowboys.
Il 21 ottobre 2021 Johnson disputò la sua prima partita come titolare contro i Denver Broncos, dopo gli infortuni di Nick Chubb e Kareem Hunt. Corse 146 yard su 22 possessi e un touchdown, venendo premiato come running back della settimana.

### Jacksonville Jaguars
Il 23 marzo 2023 Johnson firmò con i Jacksonville Jaguars.

## Palmarès
- Running back della settimana: 1

7ª del 2021